# 狐鬼
狐鬼，是中国传说的妖怪，也叫狐狸鬼，是狐狸死化为的鬼。据说包括狐狸，以及黄鼠狼、狸猫、老鼠、刺猬……等动物，死后有可能化为鬼魂来作祟，所以会对它们的尸体用掩埋的方式，避免暴露尸体。这类鬼本身有个特点，就是会用特殊的方式附身于人或碟、碗、笔等物品上，有时会化为「碟仙」、「碗仙」、「笔仙」等。

## 《聊斋志异》
在《聊斋志异》有关于狐鬼的记载在剧情里有时狐鬼是雄性而女方的是人。或男方是人，女方是雌狐鬼。大多是妙齡女郎。有各种大小不一，:9有些狐鬼能幻化為書生。:84而聊斋本身也借狐鬼写人。

## 《子不语》
在《续子不语》卷 2 “驱狐四字”中，记载用朱砂书写“右户”、“右夜”四字于黄纸之上,贴于门户间,可以驱狐鬼。

## 《阅微草堂笔记》
「阅微草堂笔记」同样有记载。

## 《笔记小说大观》
《笔记小说大观》十二《识余卷四》，有记载狐鬼变身成女子，与人饮酒的故事。

## 参看
中国妖怪列表
动物灵